# Şəfəq (Beyləqan)
Şəfəq è un comune dell'Azerbaigian situato nel distretto di Beyləqan. Conta una popolazione di 1.145 abitanti.